# Jean Vincent Autran
Pour les articles homonymes, voir Autran.
Jean Vincent Autran, né le 6 septembre 1764 à Montélimar (Dauphiné), mort le 30 août 1813 à Kulm (Bohême), est un militaire français de la Révolution et de l’Empire.

## Biographie
Jean Vincent Autran naît le 6 septembre 1764 à Montélimar. Il est le fils de Jean-François Autran, marchand, et de son épouse, Anne Veirin. 

### États de service
Il entre en service le 9 août 1792, comme capitaine au 7e bataillon de volontaires de la Drôme, devenu 203e demi-brigade d’infanterie, et par amalgame 100e demi-brigade de bataille. Il est nommé chef de bataillon le 6 septembre suivant, et il sert de 1792 à l’an IX aux armées du Rhin, d’Helvétie, et d’Allemagne.
De l’an V à l’an VIII, il commande sa demi-brigade en l’absence de son chef, et il est blessé de trois coups de feu le 20 avril 1797, lors du passage du Rhin. Le 3 mai 1800, il reçoit à la bataille d'Engen, une forte contusion à l’estomac, et quoique renversé, il ne veut pas quitter le champ de bataille, et il fait reprendre deux pièces de canon que l’ennemi vient d’enlever à sa division. Il est mis en solde de réforme le 4 juin 1802.
Il est remis en activité dans la 82e demi-brigade d’infanterie, amalgamé dans le 106e régiment d’infanterie de ligne en 1803, et il est fait chevalier de la Légion d’honneur le 14 juin 1804.
En l’an XIII, il est envoyé à l’armée d’Italie, et en suit toutes les opérations de l’an XIV à 1809. Il est nommé major le 7 avril 1809, dans le 27e régiment d’infanterie légère, et reste au dépôt de son corps jusqu’en 1813, date de son affectation à la Grande Armée. Il est promu colonel en second le 21 février 1813, puis colonel commandant le 7e régiment d’infanterie légère le 9 août 1813. Le 30 août 1813, il combat à Kulm, à la tête de son régiment, et, blessé grièvement, il reste sur le champ de bataille. 

## Dotation
- Dotation de 500 francs de rente annuelle sur le Monte Napoleone le 17 mars 1808.

## Sources
- A. Lievyns, Jean Maurice Verdot, Pierre Bégat, Fastes de la Légion-d'honneur, biographie de tous les décorés accompagnée de l'histoire législative et réglementaire de l'ordre, Tome 4, Bureau de l’administration, 1844, 640 p. (lire en ligne), p. 484.
- Danielle Quintin et Bernard Quintin, Dictionnaires des colonels de Napoléon, S.P.M., 2013, 978 p. (ISBN 978-2-296-53887-0, lire en ligne), p. 57
- Léon Hennet, Etat militaire de France pour l’année 1793, Siège de la société, Paris, 1903, p. 325.
- Vincent Bertrand, Mémoires du Capitaine Bertrand, Pickle Partners Publishing, 2017.